# Allobates picachos
Allobates picachos är en groddjursart som först beskrevs av Ardila-Robayo, Acosta-Galvis och Luis A. Coloma 2000.  Allobates picachos ingår i släktet Allobates och familjen Aromobatidae. IUCN kategoriserar arten globalt som otillräckligt studerad. Inga underarter finns listade i Catalogue of Life.